# Daniele Mastrogiacomo
Daniele Mastrogiacomo (Karachi, 30 settembre 1954) è un giornalista italiano.
Esperto di politica estera, dal 1980 lavora per il quotidiano la Repubblica, dal 1992 come inviato speciale. Nel 2007 è stato vittima di un rapimento in Afghanistan ad opera dei talebani. Mastrogiacomo è anche consigliere dell'Ordine dei giornalisti del Lazio e, saltuariamente, docente di giornalismo alla Libera università internazionale degli studi sociali Guido Carli (Luiss) e all'Università degli studi di Roma "Tor Vergata" di Roma.

## Biografia

### Cronista giudiziario
Nei primi tempi si è occupato soprattutto di cronache italiane: tra le vicende più importanti da lui seguite vi sono lo scandalo di "Mani pulite" ed i processi Priebke e Marta Russo.

### Inviato nelle zone "calde"
In seguito è stato inviato in diverse aree del Medio Oriente, dell'Asia centrale e dell'Africa subsahariana: Kabul, Teheran, Palestina, Baghdad, Mogadiscio.
Nell'estate del 2006 ha seguito la guerra in Libano tra Israele e Hezbollah.
Durante un reportage in Afghanistan nei primi mesi del 2007 è stato vittima di un sequestro di persona ricco d'implicazioni di varia natura per l'Italia, l'Afghanistan ed i loro rispettivi rapporti internazionali.

### Il sequestro
(Le prime parole del giornalista, nel primo video diffuso durante il rapimento)
Il 5 marzo 2007 Mastrogiacomo, dopo una sosta a Kandahar, si dirige verso la città di Lashkargah, capoluogo della provincia meridionale di Helmand, sotto controllo talebano, insieme all'autista venticinquenne Sayed Haga ed al giornalista ventitreenne Adjmal Nashkbandi, che gli fa da interprete; i tre hanno un appuntamento con il mullah Dadullah, comandante militare talebano della regione, per realizzare un'intervista già concordata. Ma, dopo aver raggiunto il luogo prefissato, pochi chilometri fuori Lashkargah, vengono bloccati a bordo della loro auto, circondati, legati e imbavagliati da una decina di miliziani talebani.
Inizialmente accusato di essersi introdotto illegalmente nel territorio talebano e scambiato per un agente britannico, viene minacciato ripetutamente di morte, fino a quando i sequestratori non appurano la sua vera identità e chiedono, per il suo rilascio, che l'Italia ritiri il proprio contingente militare dall'Afghanistan. La richiesta non è immediata. Per ore, i tre sono tenuti prigionieri in una sorta di fattoria che si trova a pochi chilometri dal punto dove sono stati bloccati.
Il gruppo di talebani cerca di raccogliere informazioni per stabilire, come insiste una voce che si diffonde da giorni, se Mastrogiacomo e i suoi collaboratori siano in realtà delle spie che si spacciano per giornalisti. Solo con il calare della sera, i tre vengono trasferiti in un'altra zona e da lì, a bordo di una jeep, trasportati nel sud dell'Afghanistan, al confine con il Pakistan.

### La trattativa italo-afghana con i rapitori
(Romano Prodi, presidente del Consiglio dei ministri italiano, a Radio 24, 14 aprile 2007)
Dopo tre giorni di viaggio attraverso il deserto, il gruppo di talebani avanza le sue richieste. Chiede il ritiro del contingente; ma la risposta, come del resto aveva previsto lo stesso Mastrogiacomo ai rapitori, viene respinta. Salta anche l'ipotesi del rilascio di alcuni detenuti talebani rinchiusi nel carcere di Guantanamo, come quella di liberarne altri nella base Usa a nord di Kabul di Baghram. Le trattative sono difficili e complesse. Si decide di utilizzare i canali messi a disposizione dall'ONG italiana Emergency, da anni integrata nel territorio, l'unica in grado di verificare chi sono i rapitori e a nome di chi parlano; Emergency affida le trattative al proprio collaboratore afghano Rahmatullah Hanefi, responsabile logistico e della sicurezza dell'ospedale dell'ONG a Lashkargah, un uomo di larga esperienza e profondo conoscitore della zona.
Ma il tempo incalza, i talebani sono nervosi. Hanno bisogno di premere; alternano pazienza a insofferenza. Fino alla barbara esecuzione dell'autista del giornalista italiano: Sayed Haga viene sgozzato e decapitato. Mastrogiacomo, una volta liberato, racconterà di aver assistito alla terribile scena, testimonianza suffragata dal video girato dagli stessi carnefici nell'arida pianura di Musa Kala, roccaforte talebana e principale centro di coltivazione dell'oppio, dove i tre saranno tenuti prigionieri per giorni. Il filmato, un mese dopo la liberazione di Mastrogiacomo e di Ajmal Nashqkebandi (l'interprete verrà ricatturato mentre si avvia verso Lashkargah) verrà trasmesso, depurato delle sequenze più cruente, in esclusiva dal TG1 il 10 aprile 2007.
Secondo quanto il direttore de la Repubblica Ezio Mauro dichiarerà in seguito ai pubblici ministeri di Roma, alla trattativa avrebbe dato il suo contributo anche il giornalista freelance italiano Claudio Franco, successivamente ascoltato anch'esso dalla procura. Ma la sua partecipazione resterà sempre a lato; servirà a confermare l'identità del gruppo dei rapitori e farà da tramite tra gli uomini dell'intelligence italiana, da giorni impegnati sul territorio, e gli emissari del gruppo capeggiato dal mullah Dadullah.

### Le pressioni su Karzai
In tale sede, l'Italia esercita forti pressioni sul presidente afghano Hamid Karzai, "inseguendolo" telefonicamente anche nei suoi viaggi all'estero, al fine d'indurlo ad accettare le richieste dei criminali di liberare cinque loro compagni, uno dei quali, pare, al fine di punirlo per la sua collaborazione con l'autorità giudiziaria.

### L'epilogo
Dopo momenti di angoscia dovuti ad una convulsa telefonata attribuita a Mastrogiacomo ed alla notizia, diffusa dall'agenzia Reuters e rivelatasi poi falsa, dell'avvenuta liberazione dello stesso, il 19 marzo si arriva al rilascio di Mastrogiacomo e alla contestuale liberazione di quattro dei cinque prigionieri talebani - riuscendo, in extremis, il governo di Kabul a risparmiare il talebano "pentito" - mentre il giornalista-traduttore afghano, rilasciato assieme al giornalista italiano, viene ripreso lungo la strada e ricatturato. L'ordine, secondo i talebani, sarebbe arrivato direttamente dal mullah Dadullah.
La nuova cattura di Ajmal, nipote di un alto funzionario della polizia afgana, avviene nelle stesse ore in cui il collaboratore dei Emergency, Rahmatullah Hanefi, protagonista della trattative per la loro liberazione, viene arrestato con l'accusa di essere il mandante del sequestro: ipotesi totalmente sconfessata in seguito, che lo terrà tuttavia in carcere per tre mesi. L'interprete Ajmal resterà nelle mani talebane per altre due settimane, durante le quali i talebani avanzeranno richieste di altre liberazioni con il chiaro scopo di mettere in difficoltà il governo di Hamid Karzai. Il presidente afghano resiste alle pressioni e dopo un ultimo, disperato appello videoregistrato, Ajmal viene ucciso, l'8 aprile 2007, dagli aguzzini del mullah Dadullah.
Il 20 marzo, Mastrogiacomo può fare rientro nel suo Paese. Fra le sue prime dichiarazioni pubbliche, l'auspicio che i talebani non tornino ad avere il sopravvento nel loro Paese.
Liberato Mastrogiacomo, i servizi segreti afghani prendono in custodia il mediatore afghano di Emergency, che terranno in carcere per 90 giorni, facendo dichiarare al proprio portavoce soltanto il 9 aprile di ritenerlo coinvolto nel sequestro del giornalista, provocando la reazione indignata del fondatore dell'ONG Gino Strada; il 16 giugno verrà liberato e prosciolto da ogni accusa con la soddisfazione, fra gli altri, anche del governo italiano e la "felicità" dello stesso Mastrogiacomo.
Sarà anche grazie alla testimonianza dello stesso Mastrogiacomo che Hanefi potrà essere scarcerato. Alcuni quotidiani italiani pubblicano stralci delle accuse che i servizi segreti afgani muovono nei confronti di Hanefi. Tra queste, il fatto che il collaboratore di "Emergency" avesse incontrato personalmente i tre rapiti durante il loro sequestro. Circostanza che Mastrogiacomo definirà "ridicola e totalmente falsa". Il giorno dopo, Rahmatullah Hanefi verrà rilasciato e potrà tornare dalla sua famiglia. Ha ripreso a lavorare nell'ospedale dell'Ong a Lashkargah dove è rimasto per alcuni mesi.

## Il "giorno dopo"

### Le polemiche in Italia, Europa e Stati Uniti
Rientrato in patria il giornalista, si accendevano, in Italia, da parte dell'opposizione di centro-destra ma anche del Ministro della difesa Parisi, le polemiche per il modo con il quale si era addivenuti alla conclusione, mentre i governi di Stati Uniti, Gran Bretagna, Germania e Paesi Bassi rendevano esplicito, in varie forme, il loro grave disappunto.
La polemica interna accennava a sopirsi. Ma l'8 aprile, con la notizia dell'omicidio dell'interprete di Mastrogiacomo, riprendeva fiato. Il presidente Karzai veniva messo sotto accusa in Afghanistan. Ma le lotte di potere e gli scontri tra le diverse fazioni dell'intelligence afgana alimentavano una tesi che veniva ripresa anche in Italia: la disparità di trattamento tra il giornalista italiano e l'interprete afgano.

### Ilmemorialedi Karzai
Il 6 aprile 2007 il presidente afghano Karzai rendeva pubblici i motivi che lo avevano mosso ad accettare che si svolgessero delle trattative con i talebani e di pagare il prezzo del rilascio di quattro componenti del movimento ribelle, precisando che tale accettazione rivestiva un carattere eccezionale e che non si sarebbe ripetuta in futuro.
Tali motivi consistevano, per Karzai, nella necessità di accettare le richieste provenienti dall'Italia in virtù dell'impegno profuso dal Paese europeo che schierava in Afghanistan 1900 militari. Lo stesso presidente affermava che tra le preoccupazioni espressegli dal governo italiano vi era quella di un possibile collasso della maggioranza parlamentare nel caso di un esito negativo della vicenda di Mastrogiacomo, ma il portavoce del governo Prodi Silvio Sircana s'incaricava, nel volgere di poche ore, di smentire quest'ultima circostanza.

## Un libro sul sequestro
Dopo due anni e mezzo dal rapimento, Mastrogiacomo ha pubblicato nell'agosto 2009 il libro I giorni della paura (Roma, Edizioni e/o) nel quale racconta cosa è accaduto nel giorno del rapimento e nei quindici successivi durante i quali lui e i suoi due collaboratori sono rimasti nelle mani dei Talebani; nel libro il giornalista si sofferma a descrivere chi sono gli studenti coranici, riportando dettagli, umori, discorsi, costumi, abitudini che ha potuto registrare mentalmente durante la prigionia. Oggi vive a Rio de Janeiro dove continua a collaborare con il Gruppo L'Espresso. Ha un blog su repubblica.it, Bomdia. Ha una sua pagina www.daniele.mastrogiacomo.com dove racconta cosa accade nel continente latinoamericano.